# I'll Have to Say I Love You in a Song
«I'll Have to Say I Love You in a Song» es una canción escrita e interpretada por el músico estadounidense Jim Croce. Fue publicada en febrero de 1974 como el segundo sencillo de su álbum I Got a Name (1973).

## Composición y arreglos
La canción fue compuesta en un compás de 4
4 con un tempo de 134 pulsaciones por minuto y está escrita en la tonalidad de la mayor. Las voces van desde E4 a G♯5. Musicalmente, «I'll Have to Say I Love You in a Song» ha sido descrita como una canción de soft rock, y folk rock. El músico estadounidense Maury Muehleisen, con una fascinante guitarra de 12 cuerdas, acompaña la guitarra rítmica de Jim, rodeando su voz barítono suave y sincera.

## Rendimiento comercial
El tercer sencillo lanzado póstumamente de Croce, «I'll Have to Say I Love You in a Song», debutó en la lista Hot 100 de Billboard en el número 73 en la semana del 2 de marzo de 1974. Alcanzó el puesto número 9 el 27 de abril de 1974, convirtiéndose en su quinto y último éxito entre los 10 primeros. También se convirtió en su segundo y último sencillo en alcanzar la posición número 1 en la lista Easy Listening. Además, «I'll Have to Say I Love You in a Song» se convirtió en el único sencillo de Croce en posicionarse en la lista Hot Country Singles.

## Lista de canciones
- 7-inch single – ABC-11424[11]

1. «I'll Have to Say I Love You in a Song» – 2:30
2. «Salon and Saloon» – 2:30